# 2 Pułk Dragonów (Imperium Rosyjskie)

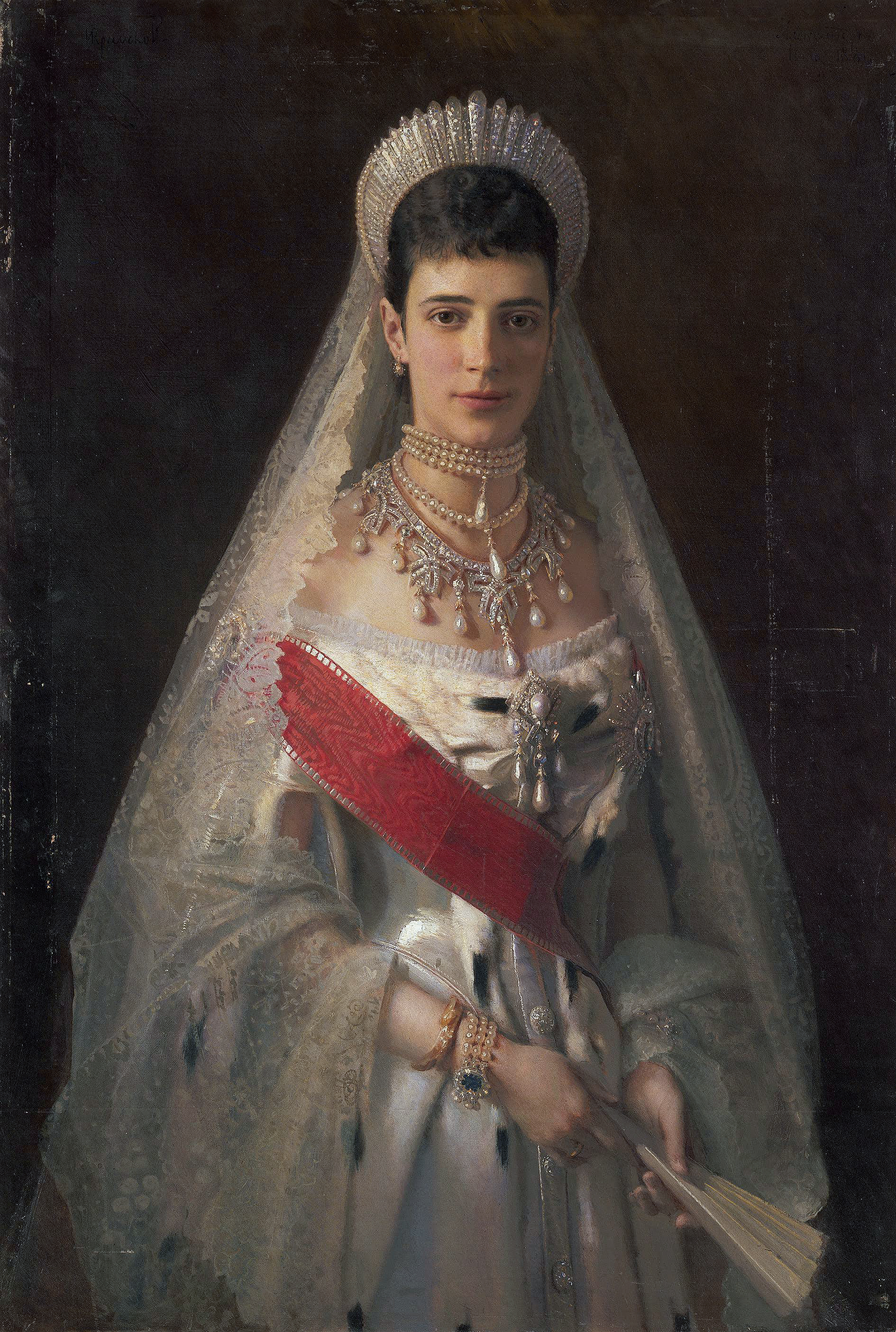
szef 2 Pskowskiego Pułku Lejb-Dragońskiego Maria Fiodorowa - żona cara Aleksandra III

2 Pskowski Pułk Lejb-Dragoński Imperatorowej Marii Fiodorowny (ros. 2-й лейб-драгунский Псковский Ея Величества Государыни Императрицы Марии Федоровны полк) – oddział kawalerii okresu Imperium Rosyjskiego.

## Charakterystyka
Sformowany w dniu 30 sierpnia 1668 za panowania cara Aleksego I Romanowa. Wielokrotnie przemianowywany. W latach 1882–1907 pułk nosił numer 4 (4 Pskowski Pułk Lejb-Dragoński Imperatorowej Marii Fiodorowny).
Święto pułkowe: 6 grudnia. Dyslokacja w 1914: Suwałki.
Został rozformowany w 1918. Po zakończeniu I wojny światowej w koszarach 2 Pskowskiego Pułku Lejb-Dragońskiego stacjonował polski 2 pułk Ułanów Grochowskich.

## Przyporządkowanie 1 stycznia 1914
- 2 Korpus Armijny – Grodno
  - 2 Dywizja Kawalerii – Suwałki
    - 1 Brygada Kawalerii – Suwałki
      - 2 Pskowski Pułk Lejb-Dragoński – Suwałki